# Kenji Sawada
Kenji Sawada (沢田 研二, Sawada Kenji, nascido em 25 de junho de 1948; sobrenome real escreve-se澤田) é um cantor, compositor, letrista e ator japonês mais conhecido por ser o vocalista da banda de rock The Tigers. Tem o apelido de "Julie" (ジュリー, Jurī) devido a sua adoração por Julie Andrews. Ele nasceu em Tsunoi, Iwami, prefeitura de Tottori, Japão, and e cresceu em Sakyo-ku, Quioto a partir dos três anos de idade.
Como cantor, compositor e ator, Sawada prosperou muito na cultura popular japonesa nas últimas três décadas da era Shōwa. No final da década de 1960, ele obteve grande sucesso como vocalista da banda The Tigers. Após a separação do The Tigers e de outro projeto, Pyg, ele começou sua carreira solo.

## Carreira musical
Sawada foi o vocalista principal do grupo de música J-pop mais conhecido do final dos anos 1960, a banda The Tigers, da era Group Sounds. Ídolo adolescente nacional, seu apelido é Julie. As estrelas pop japonesas daquela época costumavam adotar apelidos, principalmente nomes femininos em inglês. Seu apelido vem da atriz Julie Andrews, pois ele é fã dela. O grupo foi contratado pela Watanabe Productions.
Em 1968, Barry Gibb, dos Bee Gees, foi contratado para compor duas músicas para a banda, numa tentativa de sucesso internacional. Uma das músicas foi um sucesso no Japão, intitulada "Smile for Me" e cantada por Sawada. Apesar de sua pronúncia clara em inglês, o disco não chegou às paradas pop em mercados estrangeiros como a equipe de gestão da Watanabe Productions esperava. A banda se separou logo após seu lançamento.
Em 1970, após a separação dos Tigers, Sawada formou o supergrupo Pyg. Kenichi Hagiwara, o principal rival de Sawada na era do Group Sounds, era um dos vocalistas principais. Quando o Pyg se separou, Sawada seguiu carreira solo, mas atuar se tornou sua principal forma de expressão artística depois disso. Sawada começou a usar roupas e maquiagem da moda na década de 1970 e passou a ser considerada uma influente inovadora da moda.
Na década de 1980, ele estava no Co-Colo com Hideki Ishima. Em 1982, escreveu a música "Hotondo Crazy" para Hironobu Kageyama.
Sawada também toca shamisen. Ele apareceu na capa da Rolling Stone em março de 1969 (nº 28).

## Carreira cinematográfica
Os papéis mais conhecidos de Sawada incluem atuar no filme biográfico de Paul Schrader sobre Yukio Mishima, Mishima: A Life in Four Chapters, e atuar no musical de terror e comédia de Takashi Miike, The Happiness of the Katakuris.

## Vida pessoal
Ele se casou com Emi Ito, membro da dupla pop dos anos 1960 The Peanuts, em 1975, mas eles se divorciaram em 1987. Ele é casado com a estrela de Oshin, Yūko Tanaka, desde 1989, que conheceu no set de Tora-san, the Expert .

## Prêmios
- 1972, 14º Japan Record Awards, Prêmio Vocal
- 1973, 15º Japan Record Awards, prêmio popular
- 1974, 16º Japan Record Awards, Prêmio Vocal
- 1977, 19º Japan Record Awards, Grande Prêmio
- 1978, 20º Japan Record Awards, Melhor Prêmio e Prêmio de Ouro
- 1979, 21º Japan Record Awards, Prêmio de Ouro
- 1980, 22º Japan Record Awards, Prêmio de Ouro
- 1981, 23º Japan Record Awards, Prêmio de Ouro
- 1982, 24º Japan Record Awards, Prêmio de Ouro e Prêmio Planing
- 1982, 25º Japan Record Awards, Prêmio Especial de Ouro
- 2023, 77º Mainichi Film Awards, Melhor Ator [6]